# Дяченко Віктор Вікторович
Віктор Дяченко (нар. 9 травня 1995, Миколаїв) — український телеведучий, ведучий ранкового міжрегіонального шоу «Ранок на Суспільному» на каналах філії АТ «НСТУ», ведучий програми "Культура на часі"  на телеканалі "Культура". Автор освітнього проєкту «Українська мова». У 2025 році заснував інтернет-видання про науку, технології, здоров'я та дозвілля КРВ.медіа. Живе і працює в Києві. 

## Біографія
Народився 9 травня 1995 року в с. Кране Березанського району Миколаївській області. Працював на FM-радіостанції «Миколаїв», потім на телеканалі «Миколаїв» у Миколаєві. Вів програми на телеканалі «Epoque».
З 2015 по 2018 роки працював ведучим ранкової програми «Новий день» на телеканалі «Миколаїв».
У 2020 році почав працювати кореспондентом на каналі «UA: Київ».
З 16 листопада 2020 року є ведучим ранкового міжрегіонального шоу «Ранок на Суспільному».

## Освіта
Має 2 вищі освіти. За першою освітою — вчитель української мови і літератури, редактор освітніх видань. За другою — журналіст. Закінчив Миколаївський університет ім. Сухомлинського.

## Цікаві факти
- 2017 — був ведучим двох сезонів туристичного проєкту «КлючNiko»[13].
- 2018 — був ведучим програми «Де-факто» на телеканалі «Epoque».
- 2019 — започаткував освітній проєкт «Українська мова»[14][15].
- 2020 — почав створювати в рамках ранкового міжрегіонального шоу «Ранок на Суспільному» навчальні серії про фактчекінг[16][17].
- 2020 — став тренером Школи стратегічних комунікацій та антифейку від Фундації Суспільність [Архівовано 27 листопада 2020 у Wayback Machine.][18].
- 2020 — на базі НСТУ створив цикл програм про Київський метрополітен[19][20].
- 2021 — став ведучим[21][22] національного відбору на участь у Дитячому пісенному конкурсі Євробачення — 2021[23].
- 2022 — створив проєкт «Кучерявий»[24].
- 2024 — став головним редактором[25] медіа про комунікації Bazilik.media.
- 2025 — заснував інтернет-видання[6][7] про науку, технології, здоров'я та дозвілля КРВ.медіа.

## Спецпроєкти
- Став ведучим[26] першої телетрансляції конкурсу Глобал Тічер Прайз Україна 2021 в рамках Суспільного мовника.
- «Greening of the Planet „Висадження дерев мільйоном людей за добу“»: в рамках телеефіру[26][27][недоступне посилання] було встановлено[28] національний рекорд в категорії «Масові заходи, вперше»: 1 313 338 українців висадили 3 765 127 дерев за 24 години.
- Став ведучим[29] національного відбору учасників на Дитячий пісенний конкурс Євробачення 2021.
- У рамках ранкового шоу «Ранок на Суспільному» створює та веде освітній проєкт «Українська для життя»[30][31]. Головна особливість формату — пояснення двох помилок словоживання за 1 хвилину.
- В період російсько-української війни Віктор створює сатиричний проєкт «Що там на болотах?»[32] про російську пропаганду та настрої росіян щодо військових дій РФ на території України. Відео виходять в рамках національного марафону та ютуб-проєкту "Кучерявий" [Архівовано 27 квітня 2022 у Wayback Machine.].

## Особисте життя
Віктор поки не одружений і не має дітей.

## Курйози
У прямому ефірі програми «Ранок на Суспільному», яка транслюється на регіональних телеканалах Суспільного, прибиральниця несподівано зайшла в студію і почала мити підлогу. Інцидент стався 17 лютого. Віктор Дяченко та Ольга Топольницька звернули увагу на жінку зі шваброю і повідомили їй, що ведуть прямий ефір, однак прибиральниця продовжила виконувати свою роботу. Потім ведучі повідомили, що зараз буде транслюватися ефір новин, і в час, що залишився в прямому ефірі, запросили жінку, щоб познайомити з нею глядачів телеканалу. Відео швидко стало вірусним та основою купи відеожартів.